# Lai An
Lai An (chữ Hán giản thể: 来安县, Hán Việt: Lai An huyện) là một huyện thuộc địa cấp thị Trừ Châu, tỉnh An Huy, Cộng hòa Nhân dân Trung Hoa. Huyện này có diện tích 1481 km2, dân số 480.000 người, mã số bưu chính 239200. Huyện lỵ ở trấn Tân An. Về mặt hành chính, huyện Lai An được chia thành 8 trấn, 4 hương.
- Trấn: Tân An, Bán Tháp, Thủy Khẩu, Xá Hà, Thi Quan, Lôi Quan, Vũ Sơn, Đại Anh.
- Hương: Dương Dĩnh, Tam Thành, Trương Sơn, Độc Sơn.

## Khí hậu
| Dữ liệu khí hậu của Lai An, elevation 40 m (130 ft), (1991–2020 normals, extremes 1981–2010) | Dữ liệu khí hậu của Lai An, elevation 40 m (130 ft), (1991–2020 normals, extremes 1981–2010) | Dữ liệu khí hậu của Lai An, elevation 40 m (130 ft), (1991–2020 normals, extremes 1981–2010) | Dữ liệu khí hậu của Lai An, elevation 40 m (130 ft), (1991–2020 normals, extremes 1981–2010) | Dữ liệu khí hậu của Lai An, elevation 40 m (130 ft), (1991–2020 normals, extremes 1981–2010) | Dữ liệu khí hậu của Lai An, elevation 40 m (130 ft), (1991–2020 normals, extremes 1981–2010) | Dữ liệu khí hậu của Lai An, elevation 40 m (130 ft), (1991–2020 normals, extremes 1981–2010) | Dữ liệu khí hậu của Lai An, elevation 40 m (130 ft), (1991–2020 normals, extremes 1981–2010) | Dữ liệu khí hậu của Lai An, elevation 40 m (130 ft), (1991–2020 normals, extremes 1981–2010) | Dữ liệu khí hậu của Lai An, elevation 40 m (130 ft), (1991–2020 normals, extremes 1981–2010) | Dữ liệu khí hậu của Lai An, elevation 40 m (130 ft), (1991–2020 normals, extremes 1981–2010) | Dữ liệu khí hậu của Lai An, elevation 40 m (130 ft), (1991–2020 normals, extremes 1981–2010) | Dữ liệu khí hậu của Lai An, elevation 40 m (130 ft), (1991–2020 normals, extremes 1981–2010) | Dữ liệu khí hậu của Lai An, elevation 40 m (130 ft), (1991–2020 normals, extremes 1981–2010) |
| Tháng                                                                                        | 1                                                                                            | 2                                                                                            | 3                                                                                            | 4                                                                                            | 5                                                                                            | 6                                                                                            | 7                                                                                            | 8                                                                                            | 9                                                                                            | 10                                                                                           | 11                                                                                           | 12                                                                                           | Năm                                                                                          |
| -------------------------------------------------------------------------------------------- | -------------------------------------------------------------------------------------------- | -------------------------------------------------------------------------------------------- | -------------------------------------------------------------------------------------------- | -------------------------------------------------------------------------------------------- | -------------------------------------------------------------------------------------------- | -------------------------------------------------------------------------------------------- | -------------------------------------------------------------------------------------------- | -------------------------------------------------------------------------------------------- | -------------------------------------------------------------------------------------------- | -------------------------------------------------------------------------------------------- | -------------------------------------------------------------------------------------------- | -------------------------------------------------------------------------------------------- | -------------------------------------------------------------------------------------------- |
| Cao kỉ lục °C (°F)                                                                           | 21.1 (70.0)                                                                                  | 26.9 (80.4)                                                                                  | 28.9 (84.0)                                                                                  | 32.7 (90.9)                                                                                  | 37.1 (98.8)                                                                                  | 37.1 (98.8)                                                                                  | 39.3 (102.7)                                                                                 | 38.9 (102.0)                                                                                 | 38.7 (101.7)                                                                                 | 34.1 (93.4)                                                                                  | 28.4 (83.1)                                                                                  | 23.5 (74.3)                                                                                  | 39.3 (102.7)                                                                                 |
| Trung bình ngày tối đa °C (°F)                                                               | 6.8 (44.2)                                                                                   | 9.6 (49.3)                                                                                   | 14.8 (58.6)                                                                                  | 21.3 (70.3)                                                                                  | 26.5 (79.7)                                                                                  | 29.2 (84.6)                                                                                  | 32.0 (89.6)                                                                                  | 31.5 (88.7)                                                                                  | 27.6 (81.7)                                                                                  | 22.6 (72.7)                                                                                  | 16.1 (61.0)                                                                                  | 9.4 (48.9)                                                                                   | 20.6 (69.1)                                                                                  |
| Trung bình ngày °C (°F)                                                                      | 2.2 (36.0)                                                                                   | 4.8 (40.6)                                                                                   | 9.6 (49.3)                                                                                   | 15.8 (60.4)                                                                                  | 21.3 (70.3)                                                                                  | 24.9 (76.8)                                                                                  | 27.9 (82.2)                                                                                  | 27.2 (81.0)                                                                                  | 22.9 (73.2)                                                                                  | 17.3 (63.1)                                                                                  | 10.7 (51.3)                                                                                  | 4.4 (39.9)                                                                                   | 15.8 (60.3)                                                                                  |
| Tối thiểu trung bình ngày °C (°F)                                                            | −1.1 (30.0)                                                                                  | 1.1 (34.0)                                                                                   | 5.2 (41.4)                                                                                   | 11.0 (51.8)                                                                                  | 16.6 (61.9)                                                                                  | 21.2 (70.2)                                                                                  | 24.7 (76.5)                                                                                  | 24.1 (75.4)                                                                                  | 19.3 (66.7)                                                                                  | 13.2 (55.8)                                                                                  | 6.6 (43.9)                                                                                   | 0.7 (33.3)                                                                                   | 11.9 (53.4)                                                                                  |
| Thấp kỉ lục °C (°F)                                                                          | −10.8 (12.6)                                                                                 | −12.8 (9.0)                                                                                  | −6.2 (20.8)                                                                                  | −1.0 (30.2)                                                                                  | 6.2 (43.2)                                                                                   | 12.4 (54.3)                                                                                  | 17.3 (63.1)                                                                                  | 15.4 (59.7)                                                                                  | 10.4 (50.7)                                                                                  | 1.2 (34.2)                                                                                   | −5.8 (21.6)                                                                                  | −15.0 (5.0)                                                                                  | −15.0 (5.0)                                                                                  |
| Lượng Giáng thủy trung bình mm (inches)                                                      | 41.0 (1.61)                                                                                  | 43.8 (1.72)                                                                                  | 70.1 (2.76)                                                                                  | 69.4 (2.73)                                                                                  | 79.0 (3.11)                                                                                  | 157.7 (6.21)                                                                                 | 199.2 (7.84)                                                                                 | 157.8 (6.21)                                                                                 | 71.6 (2.82)                                                                                  | 55.3 (2.18)                                                                                  | 53.6 (2.11)                                                                                  | 30.2 (1.19)                                                                                  | 1.028,7 (40.49)                                                                              |
| Số ngày giáng thủy trung bình (≥ 0.1 mm)                                                     | 8.1                                                                                          | 8.6                                                                                          | 9.7                                                                                          | 8.6                                                                                          | 9.4                                                                                          | 10.3                                                                                         | 12.6                                                                                         | 11.9                                                                                         | 8.2                                                                                          | 7.4                                                                                          | 7.7                                                                                          | 6.5                                                                                          | 109                                                                                          |
| Số ngày tuyết rơi trung bình                                                                 | 4.3                                                                                          | 2.8                                                                                          | 1.2                                                                                          | 0.1                                                                                          | 0                                                                                            | 0                                                                                            | 0                                                                                            | 0                                                                                            | 0                                                                                            | 0                                                                                            | 0.5                                                                                          | 1.5                                                                                          | 10.4                                                                                         |
| Độ ẩm tương đối trung bình (%)                                                               | 74                                                                                           | 73                                                                                           | 71                                                                                           | 70                                                                                           | 71                                                                                           | 78                                                                                           | 83                                                                                           | 83                                                                                           | 80                                                                                           | 75                                                                                           | 75                                                                                           | 74                                                                                           | 76                                                                                           |
| Số giờ nắng trung bình tháng                                                                 | 138.0                                                                                        | 134.3                                                                                        | 165.9                                                                                        | 194.1                                                                                        | 203.5                                                                                        | 173.3                                                                                        | 199.8                                                                                        | 207.2                                                                                        | 174.4                                                                                        | 178.4                                                                                        | 159.6                                                                                        | 148.4                                                                                        | 2.076,9                                                                                      |
| Phần trăm nắng có thể                                                                        | 43                                                                                           | 43                                                                                           | 45                                                                                           | 50                                                                                           | 47                                                                                           | 41                                                                                           | 46                                                                                           | 51                                                                                           | 47                                                                                           | 51                                                                                           | 51                                                                                           | 48                                                                                           | 47                                                                                           |
| Nguồn: China Meteorological Administration                                                   |                                                                                              |                                                                                              |                                                                                              |                                                                                              |                                                                                              |                                                                                              |                                                                                              |                                                                                              |                                                                                              |                                                                                              |                                                                                              |                                                                                              |                                                                                              |